# Kościół św. Macieja i Mateusza w Krakowie
Kościół św. św. Macieja i Mateusza – XV-wieczny gotycki kościół w Krakowie, w obrębie Starego Miasta, w północno-wschodniej części dzisiejszego placu Szczepańskiego. Zburzony w 1801 roku.

## Historia
Kościół św. św. Macieja i Mateusza został zbudowany w 1425 z fundacji ks. Stanisława Reya (Roya), proboszcza parafii św. Szczepana. W 1585 przejęli go jezuici, którzy nieco go rozbudowali, a na miejscu pobliskich domów urządzili nowicjat.
Kościółek był prostokątny, zwieńczony sygnaturką. Zbudowany był w stylu gotyckim, a jej wyposażenie w XIX w. opisywano jako barokowe. W 1665 znajdowało się tu pięć ołtarzy, na początku XIX w. – sześć. Pod posadzką znajdowała się krypta.
Po kasacie zakonu jezuitów w 1773 roku kompleks przejęła Komisja Edukacji Narodowej. Początkowo planowano przeznaczenie zabudowań dawnego nowicjatu na szpital prowadzony przez szarytki, ale te nie podjęły się tego zadania. W 1776 Komisja oddała zabudowania miastu. To powierzyło kościół opiece cechów krakowskich. W zabudowaniach dawnego nowicjatu umieszczono (być może już od 1776) koszary miejskie, a od 1797 przejęło je wojsko austriackie, które po trzech lub czterech latach przeniosło się na Wawel. W 1801 kościół zburzono, a sąsiadujące budynki (dawne koszary) rozebrano w 1809.
Po zburzeniu kościoła św. św. Macieja i Mateusza i sąsiedniego kościoła św. Szczepana oraz pojezuickich zabudowań powstał w tym miejscu obszerny plac, początkowo nazwany placem Gwardii Narodowej, a potem placem Szczepańskim. Funkcjonowało tu targowisko, które przetrwało do drugiej wojny światowej.